# Oromasiphya ornata
Oromasiphya ornata är en tvåvingeart som beskrevs av Townsend 1927. Oromasiphya ornata ingår i släktet Oromasiphya och familjen parasitflugor. Inga underarter finns listade i Catalogue of Life.